# Márton Fucsovics
Márton Fucsovics (Budapest; 8 de febrero de 1992) es un tenista profesional húngaro.

## Biografía
Habla inglés y húngaro. Su apodo es "Marci" y comenzó a jugar tenis a los cinco años de edad con su padre. Los padres son József y Edit. Tiene un hermano, llamado Ádám. Disfruta viajando. Aficionado del FC Barcelona. Su superficie favorita es la hierba y su golpe preferido es el globo, aunque se adapta bien a todo tipo de pistas. Sus ídolos de la infancia fueron Marat Safin y Roger Federer. Entrena en el Centro Nacional de Tenis en Budapest. Su entrenador es Attila Sávolt y su preparador físico Balazs Vasko. 
En su brazo izquierdo lleva tatuado un mate, infusión característica de Argentina, Paraguay y Uruguay. 

## Carrera

### Júnior
Como júnior ganó el Abierto de Estados Unidos 2009 en la modalidad de dobles júnior junto a Cheng-Peng y en el 2010 ganó el Campeonato de Wimbledon de individuales júnior, venciendo en la final al australiano Benjamin Mitchell. Fue número uno del ranking mundial combinado júnior el 5 de julio de 2010.

### Pro Circuit
Su ranking individual más alto fue el N.º 31, alcanzado el 4 de marzo de 2019, mientras que en dobles logró el puesto N.º  212 el 18 de junio de 2018.
Hasta el momento ha obtenido 2 títulos de la categoría ATP Challenger Series, todos ellos en modalidad de individuales.

### Copa Davis
Desde el año 2010 es participante del Equipo de Copa Davis de Hungría. Tiene en esta competición un récord total de partidos ganados/perdidos de 5/8 (4/5 en individuales y 1/3 en dobles).

## Títulos ATP (2; 2+0)

### Individual (2)
| Leyenda                         |
| Grand Slam (0)                  |
| ATP Wourld Tour Finals (0)      |
| ATP World Tour Masters 1000 (0) |
| ATP World Tour 500 (0)          |
| ATP World Tour 250 (2)          |

| N.º | Fecha               | Torneo   | Superficie    | Oponente en la final | Resultado |
| --- | ------------------- | -------- | ------------- | -------------------- | --------- |
| 1.  | 26 de mayo de 2018  | Ginebra  | Tierra batida | Peter Gojowczyk      | 6-2, 6-2  |
| 2.  | 21 de abril de 2024 | Bucarest | Tierra batida | Mariano Navone       | 6-4, 7-5  |

#### Finalista (2)
| N.º | Fecha                 | Torneo   | Superficie | Oponente en la final | Resultado   |
| --- | --------------------- | -------- | ---------- | -------------------- | ----------- |
| 1.  | 10 de febrero de 2019 | Sofía    | Dura (i)   | Daniil Medvédev      | 4-6, 3-6    |
| 2.  | 7 de marzo de 2021    | Róterdam | Dura (i)   | Andrey Rublev        | 6-7(4), 4-6 |

## Títulos ATP Challenger (7; 7+0)

### Individual 7
| N.° | Fecha                   | Torneo                   | Superficie    | Oponente en la final | Resultado        |
| --- | ----------------------- | ------------------------ | ------------- | -------------------- | ---------------- |
| 1.  | 5 de mayo de 2013       | Challenger de Anning     | Tierra batida | James Ward           | 7-5, 3-6, 6-3    |
| 2.  | 24 de noviembre de 2013 | Challenger de Andria     | Moqueta       | Dustin Brown         | 6-3, 6-4         |
| 3.  | 4 de junio de 2017      | Challenger de Vicenza    | Tierra batida | Laslo Djere          | 4-6, 7-6, 6-2    |
| 4.  | 25 de junio de 2017     | Challenger de Ilkley     | Hierba        | Alex Bolt            | 6-1, 6-4         |
| 5.  | 13 de noviembre de 2022 | Challenger de Bratislava | Dura (i)      | Fábián Marozsán      | 6-2, 6-4         |
| 6.  | 7 de enero de 2023      | Challenger de Canberra   | Dura          | Leandro Riedi        | 7-5, 6-4         |
| 7.  | 15 de febrero de 2025   | Challenger de Manama     | Dura          | Andrea Vavassori     | 6-3, 6-7(3), 6-4 |